# Mathilde van Courtenay
Mathilde van Courtenay (circa 1188 - Coulanges-sur-Yonne, 29 juli 1257) was van 1193 tot aan haar dood gravin van Nevers, Tonnerre en Auxerre. Ze behoorde tot het huis Courtenay.

## Levensloop
Mathilde was de dochter van Peter II van Courtenay, een neef van koning Filips II van Frankrijk, en gravin Agnes I van Nevers. In 1193 volgde ze haar moeder op als gravin van Nevers, Tonnerre en Auxerre.
In 1198 kwam haar vader Peter II in dispuut met heer Hervé IV van Donzy over het bezit van het Kasteel van Gien. Hervé slaagde erin om zijn opponent nabij Cosne-sur-Loire te verslaan en gevangen te nemen. Na de bemiddeling van koning Filips II van Frankrijk konden beide partijen in 1199 een akkoord bereiken. Om zijn vrijheid te herwinnen, moest Peter zijn dochter Mathilde uithuwelijken aan Hervé IV van Donzy en hem het graafschap Nevers schenken. Het huwelijk vond waarschijnlijk plaats op 20 oktober 1199. Er werd overeengekomen dat Hervé het graafschap Nevers zou erven na Peters dood. 
In 1209 stichtten Mathilde en Hervé IV het klooster van Bellary, in 1211 gevolgd door de Notre Dame-Abdij de l'Épeaux. Beide religieuze stichtingen werden door het echtpaar rijkelijk onderhouden. 
In 1216 aanvaardde haar vader Peter II de titel van keizer van het Latijnse Keizerrijk. Hij reisde naar Constantinopel om de keizerskroon op te eisen, maar in Albanië werd hij door de Grieken gevangengenomen. Daarna stierf Peter in de winter van 1218-1219 in gevangenschap. Het verdrag dat hij met Hervé IV van Donzy gesloten had, werd niet nagevolgd en enkel Mathilde kreeg de graafschappen Nevers, Tonnerre en Auxerre toegewezen. Hervé, die op dat moment deelnam aan de Vijfde Kruistocht, keerde onmiddellijk terug naar Frankrijk toen hij het nieuws hoorde en kon met succes de drie graafschappen onder controle krijgen. Twee jaar later huwelijkten Hervé en Mathilde hun dochter Agnes II uit aan graaf Gwijde II van Saint-Pol. In januari 1222 stierf Hervé IV van Donzy, vermoedelijk door vergiftiging. In 1227 hertrouwde Mathilde met graaf Gwijde IV van Forez. 
Mathilde was zeer populair wegens haar generositeit: zo ondertekende ze in augustus 1223 een charter dat vrijheden en stemrecht verleende aan de inwoners van de stad Auxerre. In 1235 stichtte ze in Saizy de abdij Notre Dame de Reconfort bestemd voor cisterciënzerzusters, waarvan Mathilde de dotatie in 1244 liet verhogen. In 1257 bevestigde ze dat het kasteel van Druyes, waar ze regelmatig verbleef, eigendom werd van de Abdij van Reigny in Vermenton. Hetzelfde jaar wees ze haar molen in Pont-Cizeau toe aan de monniken van de Sint-Maartensabdij van Nevers, met een rente van 100 sous.
Mathilde stierf in juli 1257 in het kasteel van Coulanges-sur-Yonne, waarna ze werd bijgezet in de abdij Notre-Dame de Reconfort van Saizy. Omdat haar dochter Agnes II, haar kleinzoon Wouter en haar kleindochter Yolande reeds overleden waren, werd ze als gravin van Nevers, Tonnerre en Auxerre opgevolgd door haar achterkleindochter Mathilde II van Bourbon en diens echtgenoot Odo van Bourgondië.

## Nakomelingen
Mathilde en haar eerste echtgenoot Hervé IV van Donzy kregen twee kinderen:
- Agnes II (1205-1225), huwde in 1217 met Filips, de oudste zoon van de latere koning Lodewijk VIII van Frankrijk, en daarna in 1221 met graaf Gwijde II van Saint-Pol.
- Willem (1207-1214)

Mathilde en haar tweede echtgenoot Gwijde IV van Forez kregen een dochter:
- Artaude, huwde met heer Artaud IV van Roussillon

## Voorouders
| Voorouders van Mathilde van Courtenay (1199-1257) | Voorouders van Mathilde van Courtenay (1199-1257)                               | Voorouders van Mathilde van Courtenay (1199-1257)                               | Voorouders van Mathilde van Courtenay (1199-1257)                            | Voorouders van Mathilde van Courtenay (1199-1257)                            | Voorouders van Mathilde van Courtenay (1199-1257)                    | Voorouders van Mathilde van Courtenay (1199-1257)                    | Voorouders van Mathilde van Courtenay (1199-1257)                    | Voorouders van Mathilde van Courtenay (1199-1257)                    |
| ------------------------------------------------- | ------------------------------------------------------------------------------- | ------------------------------------------------------------------------------- | ---------------------------------------------------------------------------- | ---------------------------------------------------------------------------- | -------------------------------------------------------------------- | -------------------------------------------------------------------- | -------------------------------------------------------------------- | -------------------------------------------------------------------- |
| Overgrootouders                                   | Lodewijk VI van Frankrijk (1081-1137) ∞ 1115 Adelheid van Maurienne (1092-1154) | Lodewijk VI van Frankrijk (1081-1137) ∞ 1115 Adelheid van Maurienne (1092-1154) | Reinout van Courtenay (1110-1161) ∞ Helena van Donjon (-)                    | Reinout van Courtenay (1110-1161) ∞ Helena van Donjon (-)                    | Willem III van Nevers (1110-1161) ∞ Ida van Sponheim (-1178)         | Willem III van Nevers (1110-1161) ∞ Ida van Sponheim (-1178)         | Raymond van Bourgondië (-) ∞ Agnès de Thiers (-)                     | Raymond van Bourgondië (-) ∞ Agnès de Thiers (-)                     |
| Grootouders                                       | Peter I van Courtenay (1126-1183) ∞ 1150 Elisabeth van Courtenay (1127-1205)    | Peter I van Courtenay (1126-1183) ∞ 1150 Elisabeth van Courtenay (1127-1205)    | Peter I van Courtenay (1126-1183) ∞ 1150 Elisabeth van Courtenay (1127-1205) | Peter I van Courtenay (1126-1183) ∞ 1150 Elisabeth van Courtenay (1127-1205) | Gwijde van Nevers (-1175)) ∞ Mathilde van Bourgondië (1150-1219)     | Gwijde van Nevers (-1175)) ∞ Mathilde van Bourgondië (1150-1219)     | Gwijde van Nevers (-1175)) ∞ Mathilde van Bourgondië (1150-1219)     | Gwijde van Nevers (-1175)) ∞ Mathilde van Bourgondië (1150-1219)     |
| Ouders                                            | Peter II van Courtenay (1167-1219)) ∞ Agnes I van Nevers (1170-1193)            | Peter II van Courtenay (1167-1219)) ∞ Agnes I van Nevers (1170-1193)            | Peter II van Courtenay (1167-1219)) ∞ Agnes I van Nevers (1170-1193)         | Peter II van Courtenay (1167-1219)) ∞ Agnes I van Nevers (1170-1193)         | Peter II van Courtenay (1167-1219)) ∞ Agnes I van Nevers (1170-1193) | Peter II van Courtenay (1167-1219)) ∞ Agnes I van Nevers (1170-1193) | Peter II van Courtenay (1167-1219)) ∞ Agnes I van Nevers (1170-1193) | Peter II van Courtenay (1167-1219)) ∞ Agnes I van Nevers (1170-1193) |